# Anstenoptilia hugoiella
Anstenoptilia hugoiella là một loài bướm đêm thuộc họ Pterophoridae. Nó được tìm thấy ở Brasil, Colombia, Ecuador, Peru và Venezuela.
Sải cánh dài 18–20 mm. Con trưởng thành bay vào tháng 2, tháng 3 và tháng 8.